# Municipio de Wilkesboro
El municipio de Wilkesboro (en inglés: Wilkesboro Township) es un municipio ubicado en el  condado de Wilkes en el estado estadounidense de Carolina del Norte. En el año 2010 tenía una población de 10.448 habitantes.

## Geografía
El municipio de Wilkesboro se encuentra ubicado en las coordenadas 36°8′41.47″N 81°9′54.31″O / 36.1448528, -81.1650861.